# Кодру, Анатолий Иванович
Анатолий Иванович Кодру (рум. Anatol Codru; 1 мая 1936, Новая Моловата, Дубоссарский район, Молдавская АССР, Украинская ССР, СССР — 17 августа 2010, Кишинёв, Молдова) — советский и молдавский писатель и кинорежиссёр. Почётный член Академии Наук Молдавии.

## Биография
Родился 1 мая 1936 году в селе Моловата-Ноуэ, Дубоссарского района Молдовы. Окончил Кишиневский госуниверситет в 1963 и Высшие курсы кинодокументалистов в Москве в 1971. Дебютировал в качестве режиссёра и сценариста художественного фильма «Трынта», который получил на фестивале в Минске премию «За лучшую режиссуру фильма». Был режиссёром киностудии «Молдова-филм» (1968—1997), создал в общей сложности 30 документальных фильмов.
В 1999 году он был избран почетным членом Академии наук, почетным членом Международной академии кино «Ника» в России, а Международная Академия экономического права и киноискусства присвоила ему титул Почетного доктора Хонорис кауза- 2000.
Анатолий Кодру умер 17 августа 2010 года, от неизлечимой болезни.

## Изданные книги
- «Голубые ночи» (1962)
- «Наследие камня» (1967)
- «Девственницы» (1971)
- «Портрет в камне» (1978)
- «Читающий камень» (1980)
- «Личный миф» (1986)
- «Свод слова» (1997)
- «Происхождение чуда» (1998)
- «Вырываясь из небытия» (1999)[3]

## Фильмография

### Режиссёр

#### Фильмы
- «Трынта» (1977)

#### Документальные фильмы
- «Трынта» (1968)
- «Биография» (1969)
- «Александру Пламэдэла» (1969).

композитор Аркадий Люксембург
- «Бахус» (1969)
- «Архитектор Щусев» (1970).
- «Дмитрий Кантемир» (1971)
- «По велению таланта» (1971)
- «Василе Александри» (1972)
- «Партийная книга» (1973)
- «Биография песни» (1973)
- «Плай обновленный» (1975)
- «Вид каменщиков» (1975)
- «Баллада о моем друге» (1978)
- «Мечта всей моей жизни» (1980)

композитор Аркадий Люксембург
- «Хроника нашей судьбы» (1981)
- «Пушкин в Молдове» (1982)
- «Старсинауа Махаил Варфоломей» (1983)
- «Привет, новое поколение» (1983)
- «В созвездии братства» (1984)
- «Таланкуца» (1986)
- «Хроника семьи Бологан» (1987)
- «Свидетели обвиняются» (1988)
- «Я, Николай Костенко» (1989)
- «Михай Эминеску» (1992)
- «Ион Крянгэ» (1998)

### Сценарист
- «Дмитрий Кантемир» (1971)
- «Ион Крянгэ» (1973)
- «Трынта» (1977)

## Стихи
- «Поэтому»

## Стихи для симфонических произведений
- «Симфоническая балада» для голоса с оркестром (1984) — композитор Аркадий Люксембург

## Песни
- «Царэ драгэ» («Любимая страна») (1975) — исполнитель Надежда Чепрага, композитор Аркадий Люксембург
- «Плаюле — вечие ноастрэ» («Зиуа пе пэмынт») (1975) — композитор Аркадий Люксембург
- «Хора» («Плай ынаинт») (1976) — композитор Аркадий Люксембург
- «Маргарете» (1977) — композитор Аркадий Люксембург
- «Флоаре ын кунуна цэрий» (1985) для детского хора — композитор Аркадий Люксембург

## Награды и звания
За выдающиеся достижения в искусстве и кино, был награждён:
- премией Б. Главан — 1981 — за серию фильмов-портретов,
- Дипломом «За лучшую режиссуру» на республиканском фестивале фильмов «Серебряный аист» в 1978 году за документальный фильм «Баллада о моем друге»
- Дипломом «За лучшую режиссуру» на республиканском фестивале «Серебряный аист», в 1981 год за фильм «Летопись судьбы нашей»
- Дипломом «За лучший научно-популярный фильм» и премией «Серебряный аист» на республиканском фестивале фильмов, 1983
- Получил Гран-при на Международном кинофестивале в городе Остраво, Чехословакия, 1990 за фильм «Обвиняются свидетели»
- Премией «Михай Еминеску», Сучава, 1992 за документальный фильм «Михай Еминеску»
- Медаль «Михай Еминеску» и высшую награду государства — Орден Республики Молдова